# Fabian Creemers
Fabian Creemers (25 oktober 1987) is een Belgisch voetbaldoelman die uitkomt voor SC Charleroi. 
Creemers is een jeugdproduct van Charleroi. Hij sloot zich in het seizoen 2005-2006 aan bij de eerste ploeg, als derde doelman. Hij is titularis bij de reservenploeg van de Zebra's.